# Orthosimyia montana
Orthosimyia montana là một loài ruồi trong họ Tachinidae.